# جون ويتمان
جون ويتمان (بالإنجليزية: John Whitman)‏ هو شخصية أعمال أمريكي، ولد في 8 يونيو 1944 في ألباني في الولايات المتحدة، وتوفي في 2 يوليو 2015 في موريستاون في الولايات المتحدة.